# أوديني جورج
أوديني إيغور جورج جامابو (ولد في 18 مايو 1995 في بورت هاركورت، نيجيريا) لاعب كرة قدم نيجيري يجيد اللعب في الوسط .

## روابط خارجية
أوديني جورج على موقع Soccerway.com (الإنجليزية)